# Юбилейная сельская община
Юбилейная сельская община (укр. Ювілейна сільська громада) — территориальная община в Херсонском районе Херсонской области Украины.
Создана в ходе административно-территориальной реформы 20 июля 2017 года на территории Алёшковского района путём объединения Подо-Калиновского, Счастливского и Юбилейного сельских советов. Всего община включила 2 посёлка и 5 сёл. Своё название община получила от названия административного центра, где размещены органы власти — посёлка Юбилейное.
Население общины на момент создания составляло 5824 человека, площадь общины 342,56 км².

## География
Юбилейная община на западе граничит с Великокопановской сельской общиной, на севере граничит с Новокаховской городской общиной, на юго-востоке граничит с Чаплинской поселковой общиной, на юге граничит с Виноградовской сельской общиной.

## Населённые пункты
В состав общины входят посёлок Новая Маячка — 7181 житель, посёлки Счастливое — 1367 жителей, Юбилейное — 1558 жителей, сёла Марченко — 162 жителя, Дружное — 191 житель, Подо-Калиновка — 1772 жителя, Привольное — 273 жителя, Старая Маячка — 656 жителей.

## История общины
Первые выборы совета и председателя общины были проведены в ноябре 2017 года.
В 2018 году решением совета Юбилейной сельской общины был принят Устав общины, зарегистрированный Алёшковским районным управлением юстиции.
В июле 2020 года Алёшковский район в результате административно-территориальной реформы был упразднён, и община была отнесена к Херсонскому району.
С февраля 2022 года община находится под оккупацией российских войск в ходе российско-украинской войны.